# Zaira rufopygata
Zaira rufopygata är en tvåvingeart som först beskrevs av Jacques-Marie-Frangile Bigot 1889.  Zaira rufopygata ingår i släktet Zaira och familjen parasitflugor. Inga underarter finns listade i Catalogue of Life.